# Chom Thong
Chom Thong (tiếng Thái: จอมทอง; IPA: [tɕɔ̄ːm tʰɔ̄ːŋ]) là một quận của Bangkok, Thái Lan. Quận Chom Thong có diện tích 26.265 km², dân số là 167.794 người.

## Phân cấp hành chính
Quận được chia thành 4 phân khu (Kwaeng).
| 1. | Bang Khun Thian | บางขุนเทียน |  |
| 2. | Bang Kho        | บางค้อ     |  |
| 3. | Bang Mot        | บางมด     |  |
| 4. | Chom Thong      | จอมทอง    |  |

## Liên kết
- Trang chủ BMA với những điểm du lịch của Chom Thong Lưu trữ ngày 11 tháng 3 năm 2007 tại Wayback Machine
- Văn phòng quận Chom Thong Lưu trữ ngày 17 tháng 5 năm 2006 tại Wayback Machine (tiếng Thái)